# Harry Keough
Harry Joseph Keough  (San Luis, Misuri, Estados Unidos, 15 de noviembre de 1927-San Luis, Misuri, Estados Unidos, 7 de febrero de 2012) fue un futbolista estadounidense. Jugó en la posición de defensa.
Es miembro de la National Soccer Hall of Fame desde 1976.

## Trayectoria
Cuando era muy joven, practicó diversas disciplinas deportivas como correr en las pistas, la natación y el softball, pero se destacó más en el fútbol.  
En 1945 llegó al St. Louis Schumachers, su primer club de fútbol. Un año después, fichó por los San Francisco Barbarians, asimismo, se alistó en la Marina de los Estados Unidos.
En 1948 jugó por el Paul Schulte Motors, al año siguiente, el nombre del equipo fue bautizado como St. Louis McMahon. Después de su participación en el Mundial de 1950, el título del club fue cambiado como los St. Louis Raiders. En 1952 fue campeón de liga y de la National Amateur Cup. Finalmente, el nombre del equipo fue nombrado como St. Louis Kutis SC. Durante su aventura con los Kutis, ganó el título de liga en 1953 y 1954, fue campeón de la National Amateur Cup en seis años consecutivos y de la National Challenge Cup en 1957.
Después de su retiro, fue el entrenador de Florissant Valley Community College, años más tarde, dirigió al equipo de fútbol de la Universidad de San Luis, donde permaneció hasta 1982. Su trayectoria con el equipo fue muy exitosa, ya que ganó diversos campeonatos y registró 213 victorias, 23 empates y 50 derrotas.

## Selección nacional
Jugó 19 partidos con la selección estadounidense y marcó 1 gol. Disputó la Copa Mundial de Fútbol de 1950, jugó 3 encuentros, incluyendo la victoria ante Inglaterra por 1–0 en una de las mayores sorpresas de la historia del deporte.
Fue parte de la selección olímpica de fútbol en los juegos de 1952 y 1956.

### Participaciones en Juegos Olímpicos
| Torneo                   | Sede      | Resultado        |
| ------------------------ | --------- | ---------------- |
| Juegos Olímpicos de 1952 | Helsinki  | Primera fase     |
| Juegos Olímpicos de 1956 | Melbourne | Cuartos de final |

### Participaciones en Copas del Mundo
| Mundial                        | Sede   | Resultado    | PJ | Goles |
| ------------------------------ | ------ | ------------ | -- | ----- |
| Copa Mundial de Fútbol de 1950 | Brasil | Primera fase | 3  | 0     |

## Clubes
| Club                     | País           | Año         |
| ------------------------ | -------------- | ----------- |
| San Francisco Barbarians | Estados Unidos | 1946        |
| Paul Schulte Motors      | Estados Unidos | 1948 - 1949 |
| St. Louis McMahon        | Estados Unidos | 1949 - 1950 |
| St. Louis Raiders        | Estados Unidos | 1950 - 1952 |
| St. Louis Kutis          | Estados Unidos | 1953 - 1961 |